# ليندسي هورنر
ليندسي هورنر (بالإنجليزية: Lindsey Horner)‏ هو موسيقي أمريكي، ولد في 4 أكتوبر 1960 في نيويورك في الولايات المتحدة.

## وصلات خارجية
- ليندسي هورنر على موقع IMDb (الإنجليزية)
- ليندسي هورنر على موقع ميوزك برينز (الإنجليزية)
- ليندسي هورنر على موقع أول ميوزيك (الإنجليزية)
- ليندسي هورنر على موقع ديسكوغز (الإنجليزية)